# Armee-Abteilung Grasser
De Armee-Abteilung Grasser was een Duitse Armee-Abteilung van de Wehrmacht tijdens de Tweede Wereldoorlog, die in actie was rond Riga en in Koerland in 1944, genoemd naar haar eerste bevelhebber, Generaal der Infanterie Anton Grasser.

## Krijgsgeschiedenis

### Oprichting
Armee-Abteilung Grasser werd gevormd op 25 september 1944 in Letland door omdopen van de Armee-Abteilung Narwa

### Inzet

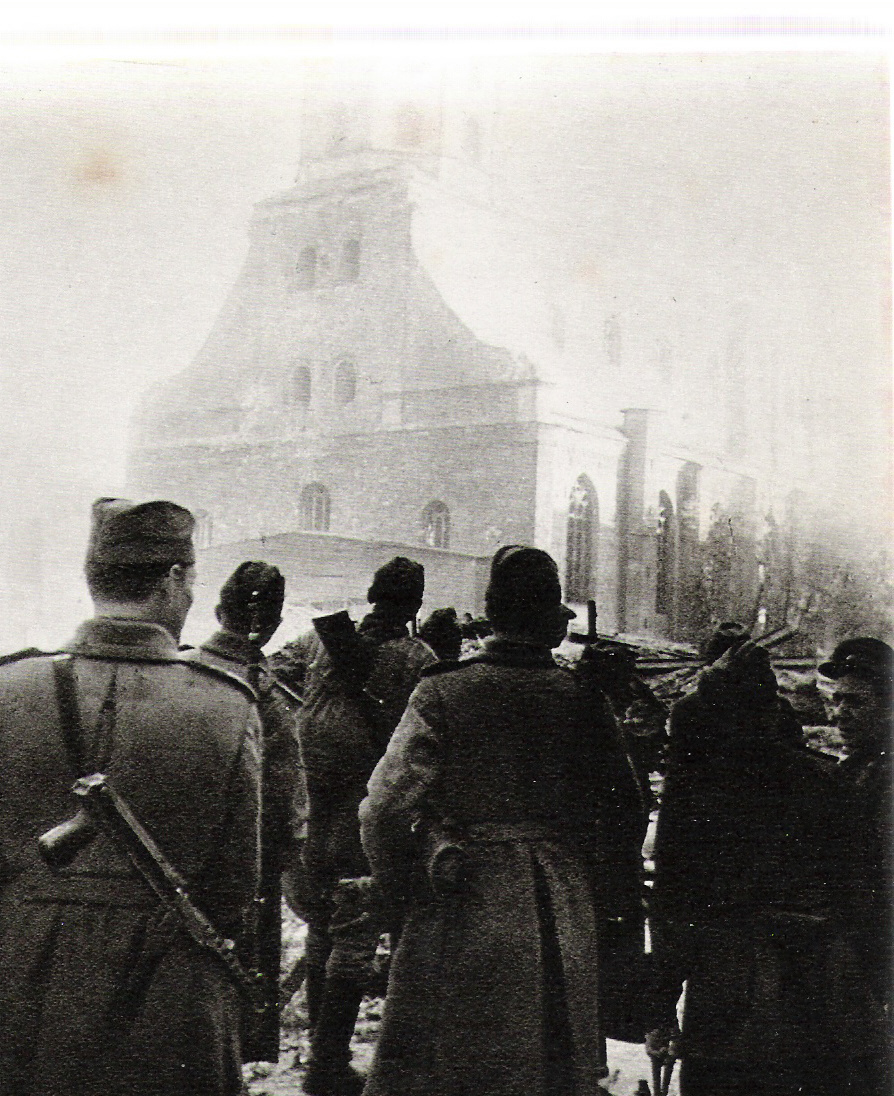
Sovjet troepen in Riga, oktober 1944

De Armee-Abteilung was ten tijde van de omdoping in volle terugtocht. De Letse hoofdstad Riga werd zwaar aangevallen door Sovjettroepen en de Armee-Abteilung werd door Riga verder gestuurd naar het westen, de Koerland-pocket in. Hier verzamelde de Armee-Abteilung zich bij Tukums.
De Armee-Abteilung Grasser bestond op 13 oktober 1944 uit de volgende eenheden:
- 38e Legerkorps: 
  - 32e, 83e, 121e, 122e en 329e Infanteriedivisies, 201e Sicherungsdivisie en 21e Luftwaffen-Felddivisie

De Armee-Abteilung nam deel aan de succesvolle verdediging van de Koerland-frontlijn gedurende Eerste Slag om Koerland van 13 oktober tot 24 oktober 1944. Hoewel zwaar aangevallen en ook genoodzaakt terrein prijs te geven, bleef de frontlijn intact en niet doorbroken. Op 27 oktober volgde al de Tweede Slag om Koerland. Ook hierbij lag Armee-Abteilung Grasser in het brandpunt van de strijd, rondom Auce. Het 38e Legerkorps stond hier in gevecht met het Sovjet 10e Gardeleger. Enkele kilometers terrein moesten worden prijsgegeven. Het hele korps trok zich terug naar de oostrand van Auce.
Twee dagen later werd General der Infanterie Grasser vervangen. In zijn plaats kwam General der Kavallerie Philipp Kleffel, en de Armee-Abteilung kreeg ook diens naam: Armee-Abteilung Kleffel.

### Einde
Op 29 oktober 1944 werd de Armee-Abteilung Grasser omgedoopt in Armee-Abteilung Kleffel.

## Bovenliggende bevelslagen
| Legergroep        | Plaats/regio      | Begin             | Eind            |
| ----------------- | ----------------- | ----------------- | --------------- |
| Heeresgruppe Nord | Letland, Koerland | 25 september 1944 | 29 oktober 1944 |

## Commandanten
| Rang                   | Naam          | Begin             | Eind            |
| ---------------------- | ------------- | ----------------- | --------------- |
| General der Infanterie | Anton Grasser | 25 september 1944 | 20 oktober 1944 |